# GT40 Avskedsturnén
GT40 Avskedsturnén var den svenska popgruppen Gyllene Tiders avskedsturné och markerade bandets 40års-jubileum. Turnén hade premiär 4 juli 2019 på Brottet i Halmstad och avslutades på samma plats 10 augusti samma sommar. Totalt gjordes 19 uppträdanden under turnén varav två i Norge. Turnén hade totalt 254 233 besökare.

## Turnéplan
| Datum      | Arena                | Ort                | Publik |
| ---------- | -------------------- | ------------------ | ------ |
| 4 juli     | Brottet              | Halmstad           |        |
| 5 juli     | Brottet              | Halmstad           |        |
| 6 juli     | Mölleplatsen         | Malmö              |        |
| 10 juli    | Sofiero slott        | Helsingborg        |        |
| 12 juli    | Boulognerskogen      | Skövde             |        |
| 13 juli    | Stångebrofältet      | Linköping          |        |
| 15 juli    | Botaniska trädgården | Uppsala            |        |
| 17 juli    | Pinneviken           | Lysekil            |        |
| 24 juli    | Pite havsbad         | Piteå              |        |
| 26 juli    | Dalhalla             | Rättvik            |        |
| 27 juli    | Stockholms stadion   | Stockholm          |        |
| 31 juli    | Mariebergsskogen     | Karlstad           |        |
| 2 augusti  | Sundbyholms slott    | Eskilstuna         |        |
| 3 augusti  | Ullevi               | Göteborg           |        |
| 5 augusti  | Fredriksskans IP     | Kalmar             |        |
| 6 augusti  | Ronneby brunn        | Ronneby            |        |
| 8 augusti  | Sverresborg          | Trondheim, Norge   |        |
| 9 augusti  | Bjølstadjordet       | Fredrikstad, Norge |        |
| 10 augusti | Brottet              | Halmstad           |        |

Efter den egentliga turnén gjorde bandet två spelningar i Oslo i Norge. Ett företagsgig 17 augusti för OBOS och en välgörenhetskonsert arrangerad av samma företag 18 augusti på Operataket.